# Área metropolitana Centro Sur de Caldas
El Área metropolitana Centro Sur de Caldas es una conurbación colombiana, que reúne a cuatro municipios del departamento de  Caldas, integrada por su capital Manizales, y los municipios periféricos a este Neira, Villamaría y Palestina. Su núcleo industrial, comercial, universitario, económico y político es también el municipio de Manizales.
Se constituyó oficialmente el 26 de noviembre de 2023, luego de la consulta popular realizada entre los municipios de la subregión Centro sur del departamento de Caldas.

## Historia
La creación de un área metropolitana en el departamento de caldas ha sido una idea que se ha propuesto por muchos años y con varios intentos fallidos en su proceso.
El 4 de diciembre del 2019 la Comisión de Ordenamiento Territorial del Congreso de la República aprobó la conformación de este esquema asociativo y con ello dio la viabilidad técnica para ir a una consulta popular en la que los ciudadanos de los cinco municipios de la subregión centro sur decidirían por votación si querían o no que se conformara dicha área, dicho proceso quedó suspendido debido a falta de documentación que debía entregar el municipio de Manizales como también carencia de recursos por parte del ministerio de hacienda para financiar dicha consulta.
Nuevamente se programó una nueva consulta para el 5 de julio de 2020, pero mediante la resolución 3582 de 2020 la registraduría nacional suspendió el proceso, pese a que el proyecto cumplía con los requisitos prescritos, la Registraduría no tenía el presupuesto para adelantar la votación popular.
En el último intento la registraduría definió una nueva fecha para la consulta popular del área metropolitana, dicha consulta se efectuó el día 26 de noviembre de 2023 en donde votaron positivamente cuatro de los cinco municipios de la subregión centro sur, quedando por fuera el municipio de Chinchiná en donde la mayoría de su población se opuso a este esquema asociativo. 
Luego de la consulta el área metropolitana Centro Sur de Caldas se convirtió en la séptima área metropolitana oficialmente constituida en Colombia.

## Demografía del área metropolitana
La población del Área metropolitana centro sur es de 570.754 habitantes.
| Manizales                                                              | 571,84   | 434.403 | 464.027 |
| Villamaría                                                             | 461      | 64.652  | 69.021  |
| Neira                                                                  | 350,56   | 21.024  | 21.644  |
| Palestina                                                              | 116,85   | 15.555  | 16.062  |
| Total                                                                  | 1.500,25 | 535.607 | 570.754 |
| Censo Poblacional y de Vivienda realizado por el DANE para el año 2018 |          |         |         |